# Parafia Najświętszej Maryi Panny Królowej Różańca Świętego w Rytlu
Parafia Najświętszej Maryi Panny Królowej Różańca Świętego w Rytlu – parafia rzymskokatolicka, znajdująca się w diecezji pelplińskiej, w dekanacie Rytel.